# Aira Kemiläinen
Aira Tellervo Kemiläinen, född den 4 augusti 1919 i Kuopio, död den 10 juli 2006 i Vesanto, var en finsk historiker.
Hennes fader Arvi Kemiläinen var en av Finskhetsförbundets stiftare år 1906. Hon blev fil.dr. 1957, och tjänstgjorde på 1950- och 1960-talen som lärare i historia vid några läroverk i Helsingfors, var 1961–1986 docent i allmän historia vid Helsingfors universitet och 1971–1986 professor i ämnet vid Jyväskylä universitet. Hon pensionerades 1986. Som forskare ägnade Aira Kemiläinen sig främst åt europeisk idéhistoria, som till exempel rasteorier om finnarna och deras nationella identitet.

## Utmärkelser
- Riddartecknet av I klass av Finlands Vita Ros’ orden[1]
- Minnesmedalj för deltagande i 1941-1945 års krig[1]

[Redigera Wikidata]